# Pape Niokhor Fall
Pape Niokhor Fall (15 settembre 1977) è un ex calciatore senegalese, di ruolo centrocampista.

## Palmarès

### Club

#### Competizioni nazionali
- Campionato senegalese: 4

Jeanne d'Arc: 1999, 2001, 2002, 2003
- Senegal Assemblée Nationale Cup: 1

Jeanne d'Arc: 2001